# Salvatore Baccarini
Salvatore Baccarini CR (* 9. August 1881 in Lanuvio; † 13. Februar 1962) war Erzbischof von Capua.

## Leben
Salvatore Baccarini trat der Ordensgemeinschaft der Resurrektionisten bei und empfing am 24. September 1904 die Priesterweihe. Pius XI. ernannte ihn am 7. März 1922 zum Bischof von Terracina, Priverno e Sezze.
Die Bischofsweihe spendete ihm der Kardinalvikar, Basilio Kardinal Pompilj, am 21. Mai desselben Jahres; Mitkonsekratoren waren Tommaso Trussoni, Erzbischof von Cosenza, und Federico Polloni, Bischof von Bertinoro.
Der Papst ernannte ihn am 30. Juni 1930 zum Erzbischof von Capua.